# 三歩突き捨て急戦
三歩突き捨て急戦（さんぷつきすてきゅうせん）とは将棋の戦法の1つ。角道を止める先手三間飛車に対する居飛車舟囲い急戦の1つで、創案者は加藤一二三とされている。

## 概要
| 9  | 8  | 7  | 6  | 5  | 4  | 3  | 2  | 1  |    |
| 香 | 桂 |    |    |    | 金 |    | 桂 | 香 | 一 |
|    | 飛 |    | 銀 | 金 | 銀 | 王 | 角 |    | 二 |
|    |    |    |    |    | 歩 |    | 歩 |    | 三 |
| 歩 |    | 歩 | 歩 | 歩 |    | 歩 |    | 歩 | 四 |
|    | 歩 |    |    |    |    |    |    |    | 五 |
|    |    | 歩 | 歩 | 歩 | 歩 |    |    | 歩 | 六 |
| 歩 | 歩 | 角 |    |    |    | 歩 | 歩 |    | 七 |
|    |    | 飛 | 銀 | 金 |    | 銀 | 玉 |    | 八 |
| 香 | 桂 |    |    |    | 金 |    | 桂 | 香 | 九 |

この急戦の一番の狙い筋は図の△9四歩に▲9六歩と受けた場合の一変化に現れる。▲9六歩以下△5三銀左▲4七金(後手に4五歩早仕掛けを狙われた時に▲3六歩より得。当該ページを参照)△8六歩▲同歩（▲同角は△6六角▲7七銀△2二角で後手良し）△9五歩▲同歩△7五歩▲同歩と3つの歩の突き捨てを振り飛車が全て同歩と取った場合、△9五香▲同香△7六歩▲9九角△8六飛と捌いて後手が優勢になる。以下▲8八飛には△同飛成▲同角△8七飛がある。よって先手は△7五歩の瞬間に▲6七銀と変化し、▲6七銀に△7六歩とすると▲同銀で攻めのとっかかりを掴みづらくなる後手は△6五歩と6筋にも手を伸ばす。▲6五同歩は△7七角成▲同桂△8六歩、▲5五歩は△6六歩▲同銀△7六歩▲5九角△6五歩▲同銀△5五角で後手が良い。よって△6五歩には▲7五歩△6六歩▲7六銀（▲同銀は△7六歩）までは進み、歩損している為戦果を挙げなければならない後手は△6七歩成と攻め続けるが、▲2二角成と玉形を乱されて△同玉▲6七銀と進む。そこで△6六歩には▲7七角の切り返しもあるため、3三乃至4四に角を据え攻めを継続する。
この急戦では7筋〜9筋の歩を突き捨てる順をどうするかは後手に選択権があり、7筋→9筋→8筋の順で突き捨てれば7筋と9筋の歩は▲同歩とし8筋の歩は▲同角で取って△6六角▲7七銀△2二角▲9六香（△8五歩▲9七角△9五香と△7六歩▲同銀△9九角成の防ぎ。大山康晴の手。）で一局、7筋→8筋→9筋の順に突き捨てた場合には7筋と8筋を▲同歩とし、△9五歩には▲6七銀とする。

## △9五歩型
先手には9筋の歩を受けずに（即ち△9四歩に▲4七金や▲3六歩など）自玉の側に手をかける選択肢もある。先手玉は▲4七金と▲3六歩の2手を指すことによって非常に安定するためで、そのため基本図からの△5三銀左と▲4七金の交換を省き△9五歩と突きこして▲3六歩を間に合わせないで△4二銀型から仕掛けるという考え方もある。